# Trempealeau County
Trempealeau County är ett administrativt område i delstaten Wisconsin, USA. År 2010 hade county 28 816 invånare. Den administrativa huvudorten (county seat) är Whitehall. 

## Geografi
Enligt United States Census Bureau har countyt en total area på 1 922 km². 1 902 km² av den arean är land och 20 km² är vatten. 

### Angränsande countyn
- Buffalo County - väst
- Eau Claire County - nord
- Jackson County - öst
- La Crosse County - sydost
- Winona County, Minnesota - sydväst